# Lacapelle-del-Fraisse
Lacapelle-del-Fraisse település Franciaországban, Cantal megyében. Lakosainak száma 402 fő (2022. január 1.). Lacapelle-del-Fraisse Labesserette, Ladinhac, Lafeuillade-en-Vézie, Marcolès és Sansac-Veinazès községekkel határos.

## Népesség
A település népességének változása:
| Lakosok száma | 294  | 261  | 262  | 277  | 324  | 334  | 344  | 360  | 368  | 402  |
|               | 1968 | 1982 | 1990 | 2006 | 2013 | 2015 | 2017 | 2019 | 2020 | 2022 |